# Kurt Brennecke
Kurt Brennecke (16 de dezembro de 1891 – 30 de dezembro de 1982) foi um oficial alemão que serviu durante a Segunda Guerra Mundial. Foi condecorado com a Cruz de Cavaleiro da Cruz de Ferro.

## Carreira

### Patentes
General d. Infanterie

### Condecorações
| Cruz de Ferro 2ª Classe                                |
| Cruz de Ferro 1ª Classe                                |
| Cruz de Cavaleiro da Cruz de Ferro 12 de julho de 1942 |